# 艾米·卡尔
艾米·卡尔（1980年—），是一位美国艺术家、生物艺术家和未来学家，其作品专注于技术与人类之间的关系，特别是技术和生物技术对健康、社会、进化和未来的影响。 卡尔结合了科学、技术和艺术，并以在其创作中使用活体组织而著称。她使用身体以及科学和技术作为艺术创作过程中的工具。在2019年，她被BBC100 Women评为全球最具启示和影响力的一百名女性中的第四十六位。
她的作品曾在多个展览上展出： 阿尔斯电子艺术、乔治·庞皮杜艺术文化中心、森美术馆、台北当代艺术馆、Nova Rio双年展、北京媒体艺术双年展、史密森尼学会 以及 米兰三年展。

## 教育背景
卡尔毕业于艾尔弗雷德大学 的艺术与设计学院和康奈尔大学，她在那里获得了艺术与设计以及哲学的学位。

## 传记
卡尔于1980年在纽约出生，并在恩迪科特长大。她的母亲是一名生物化学家，而她的父亲是一名药剂师。卡尔表示她是“在实验室和药店中长大的”。 这位艺术家现在居住并工作在旧金山 。
卡尔出生时患有一种罕见的疾病，称为先天性皮肤缺失症，导致她的头皮上大部分皮肤以及部分头骨缺失。在她的童年，她经历了一系列实验性的手术。当时被认为是危险和实验性的组织扩张手术帮助修复了她的皮肤。  这次经历影响了她的工作和她对治愈和改善人体及人类状况的渴望。它也激发了她对生物学、医学的未来以及艺术之间联系的兴趣。

## 工作
艾米·卡尔是一位艺术家、设计师和哲学家，她采用新兴和指数增长的技术作为研究主题和创作媒介（如生物打印、3D打印、生物反馈、神经反馈和人工智能）。她探索了生物学与计算科学融合的潜力和意义，以及技术如何影响人的状况和人类进化的相互作用。 随着数字世界和有机世界之间的边界日益交织，她同时阐述了新的视角和所面临的挑战。 她被视为在信息技术与生物技术相结合，创造生物设计和生物艺术领域的先驱。
  。

## 艺术作品
- 《再生圣物》由艾米·卡尔，2016年。
- 艾米·卡尔与她的生物艺术雕塑《进化之心?》，2019年。
- 艾米·卡尔的生物反馈艺术，2011年。
- 艾米·卡尔的《内部收藏》，2017年。

## 荣誉与认可
- BBC 100名女性（2019年)[25]

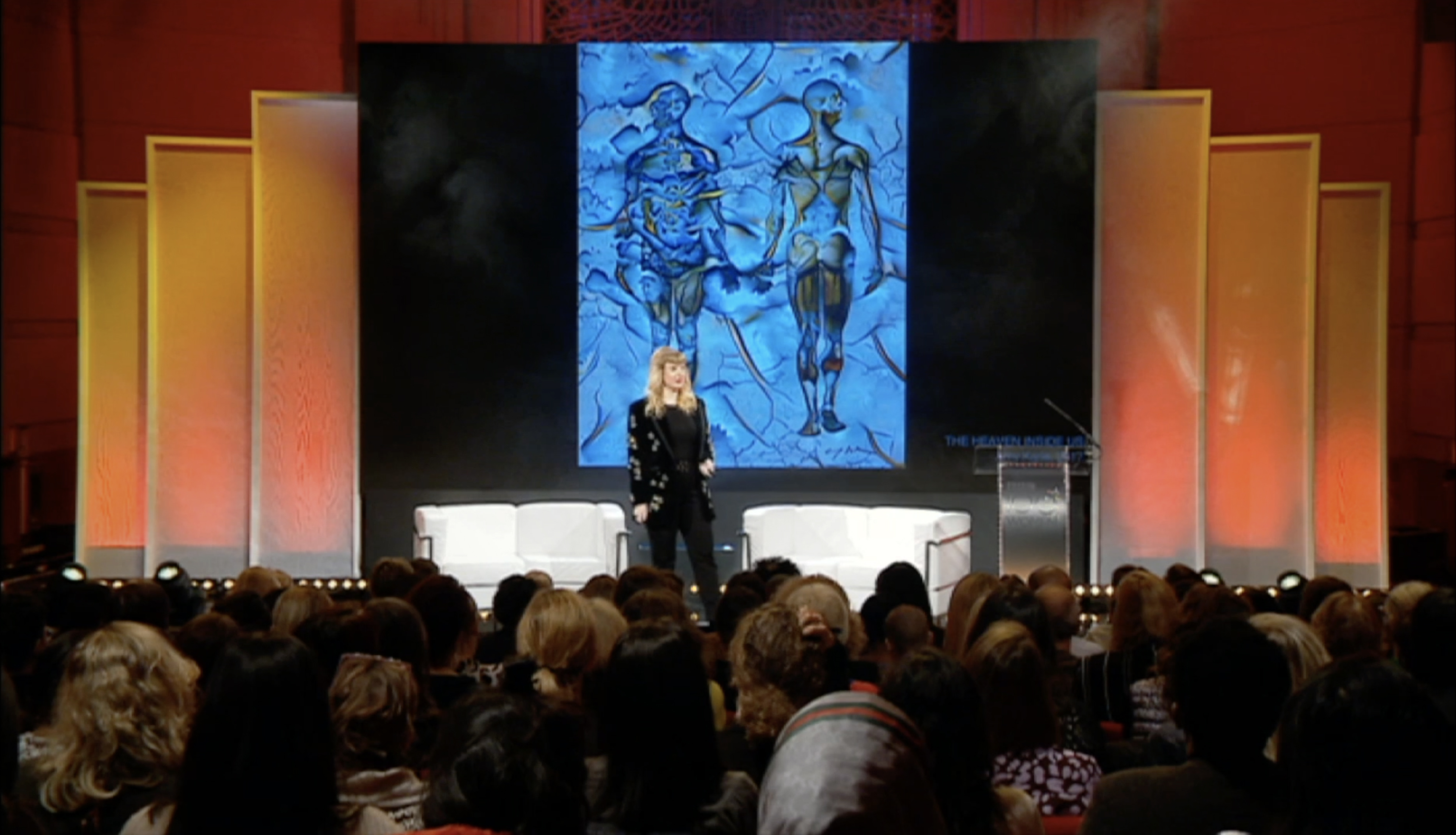
艾米·卡勒 (Amy Karle) 在伦敦 BBC 剧院为 BBC 100 Women 进行演讲

- YouFab全球创意大奖大奖（2017年)[26]
- 3D打印中最有影响力的女性（2017年）[27]
- 世界上最具启发性的10位女性之一[28]

- Autodesk 艺术家驻地美国加利福尼亚州旧金山[29] [30]
- 哥白尼科学中心艺术家驻地，华沙，波兰[31] [32] [33] [34] [35]
- HP 实验室艺术家驻地，帕洛阿尔托，加利福尼亚，美国[36]
- 史密森尼学会艺术家驻地，华盛顿，DC，美国[37] [38] [39]
- 萨尔茨堡全球会员[40] [41]